# Musette (dans)
Een musette is een Franse dans uit de 17e en 18e eeuw. Zijn naam is afkomstig van het instrument “musette”. De dans heeft een eenvoudig, landelijk karakter en stelt de sfeer van  arcadische herders en herderinnen, die druk bezig zijn, voor. Onder anderen Dandrieu, Couperin, Rameau en Bach namen deze dans op in hun suites.
Karakteristiek aan deze dans is de notitie die in 3 stemmen gebeurt, de ene stem is meestal een voetklavier of een orgelregister (meestal laag), aangezien de twee andere vaak in canon zijn of ten minste in fuga-stijl. De musette zorgde later voor de ontwikkeling van andere dansen zoals de gavotte.
In de 20e eeuw kende Frankrijk ook het populaire muzikale genre (bal)musette, dat aanvankelijk ook met een musette of doedelzak gespeeld werd, maar later vooral met accordeon.